# Лієшть (Вранча)
Лієшть, Лієшті (рум. Liești) — село у повіті Вранча в Румунії. Входить до складу комуни Слобозія-Брадулуй.
Село розташоване на відстані 139 км на північний схід від Бухареста, 25 км на південний захід від Фокшан, 77 км на захід від Галаца, 113 км на схід від Брашова.

## Населення
За даними перепису населення 2002 року у селі проживали 524 особи.
Національний склад населення села:
| Національність | Кількість осіб | Відсоток |
| -------------- | -------------- | -------- |
| цигани         | 452            | 86,3%    |
| румуни         | 72             | 13,7%    |

Рідною мовою назвали:
| Мова      | Кількість осіб | Відсоток |
| --------- | -------------- | -------- |
| циганська | 452            | 86,3%    |
| румунська | 72             | 13,7%    |